# Felsen-Ringbeutler
Der Felsen-Ringbeutler (Pseudochirops dahli, Synonym: Petropseudes dahli) ist eine Beutelsäugerart aus der Familie der Ringbeutler (Pseudocheiridae). Er ist der einzige Vertreter seiner Familie, der vorrangig auf dem Boden lebt.

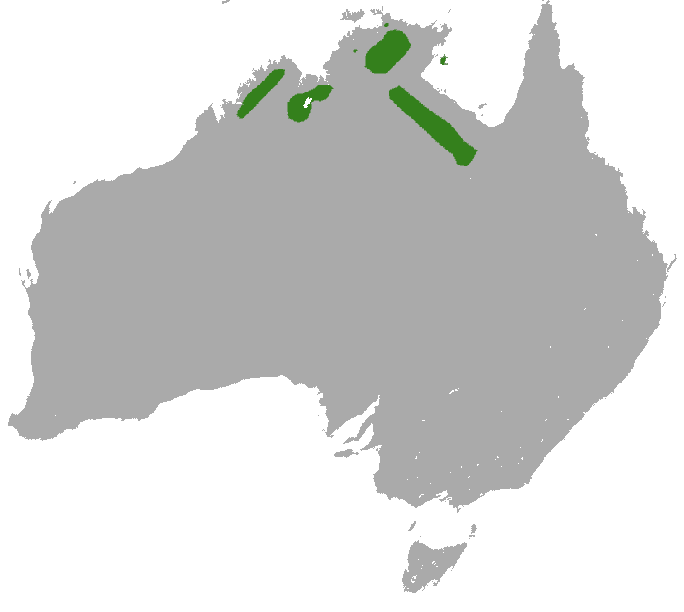
Verbreitungskarte des Felsen-Ringbeutlers

Der Artzusatz im wissenschaftlichen Namen ehrt den norwegischen Naturforscher Knut Dahl.

## Merkmale
Felsen-Ringbeutler haben ein langes, weiches Fell, das an der Oberseite rötlich grau und an der Unterseite hellgrau gefärbt ist. Der eher kurze Schwanz kann als Greifschwanz verwendet werden, seine Spitze und der hintere Teil der Unterseite sind unbehaart. Im Gegensatz zu den anderen Ringbeutlern sind die ersten zwei Finger dieser Tiere nicht opponierbar. Felsen-Ringbeutler erreichen eine Kopfrumpflänge von 32 bis 39 Zentimetern, der Schwanz wird 20 bis 26 Zentimeter lang, und ihr Gewicht beträgt 1,3 bis 2 Kilogramm.

## Lebensraum und Lebensweise
Diese Tiere leben im nördlichen Australien, ihr Verbreitungsgebiet umfasst das nordöstliche Western Australia, das nördliche Northern Territory und das nordwestliche Queensland. Ihr Lebensraum sind felsige Regionen sowie Savannen. Sie sind nachtaktiv und schlafen tagsüber in Felsspalten oder Erdhöhlen. Vermutlich bauen sie keine Nester. In der Nacht begeben sie sich auf Nahrungssuche, wobei sie oft auf Bäume klettern, um Blätter und Früchte zu sich zu nehmen. Felsen-Ringbeutler ernähren sich von den Blättern verschiedener Eukalypten, darunter Eucalyptus miniata und Eucalyptus tetrodonta, und den Früchten von Myrobalanen und Ziziphus.
Sie leben meist paarweise oder in kleineren Gruppen zusammen. Über die Fortpflanzung ist wenig bekannt. Die Weibchen haben einen nach vorn geöffneten Beutel mit zwei Zitzen. Meist kommt ein einzelnes Jungtier zur Welt. Weibchen mit Jungtieren im Beutel wurden im März, Juli, August und September beobachtet.

## Systematik
Der Felsen-Ringbeutler wurde 1895 durch den norwegischen Zoologen Robert Collett unter der Bezeichnung Pseudochirus dahli erstmals wissenschaftlich beschrieben. 1923 führte der britische Säugetierkundler Oldfield Thomas die Gattung Petropseudes für die Art ein, die monotypisch geblieben ist. In einer 2010 veröffentlichten Studie über die Systematik der Ringbeutler wurde gezeigt, dass der Felsen-Ringbeutler phylogenetisch innerhalb der Gattung der Grünen Ringbeutler (Pseudochirops) steht. Der Felsen-Ringbeutler wurde deshalb der Gattung Pseudochirops zugeordnet, so dass die Gattung Petropseudes jetzt ein Synonym von Pseudochirops ist.